# Lista över Blekinges runinskrifter

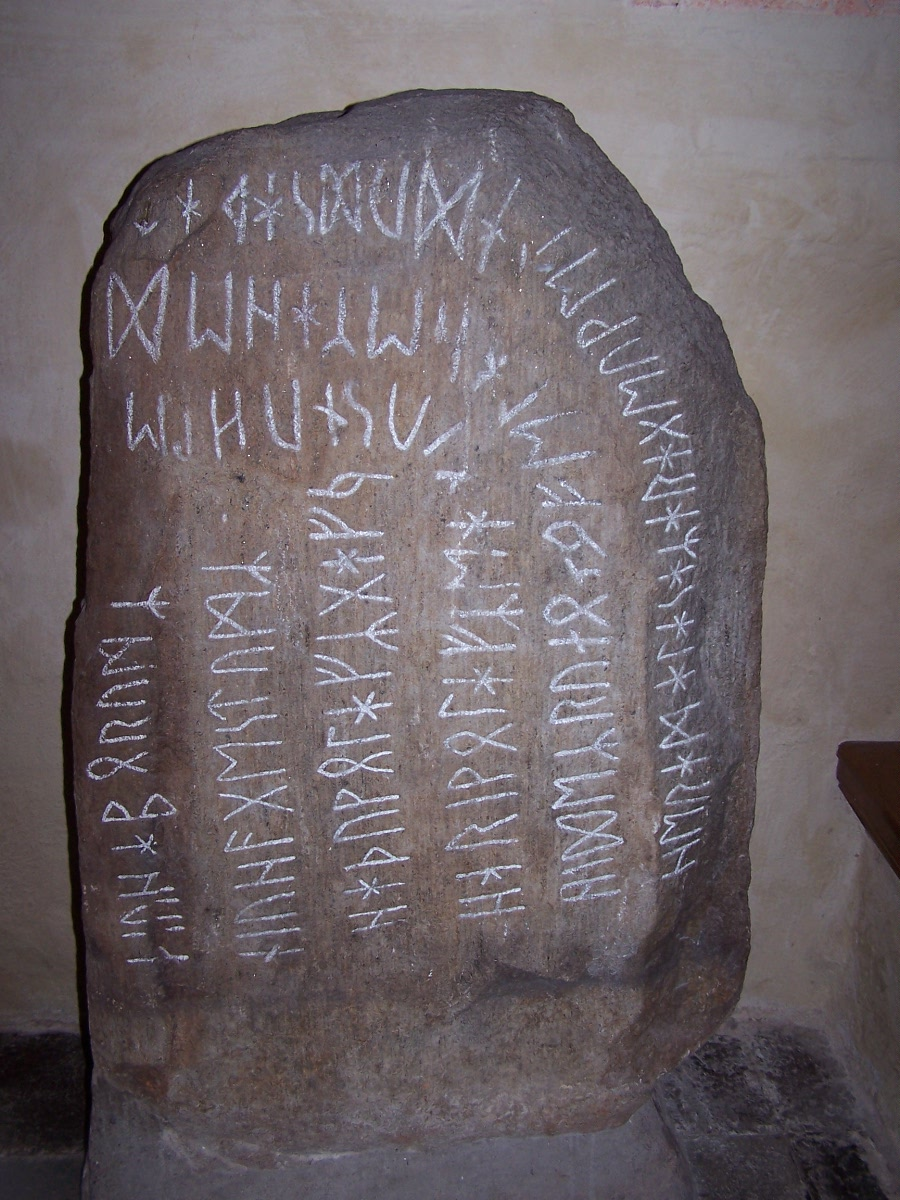
Stentoftenstenen

Lista över Blekinges runinskrifter är en förteckning över runristningar i Blekinge förkortat DR efter landskapets forna tillhörighet Danmark (även signum Bl används). Därpå följer ett nummer enligt Samnordisk runtextdatabas, ristningens eventuella namn, dess placering och typ av föremål.
- DR 356, Sölvesborgsstenen, Sölvesborgs socken, Listers härad.
- DR 357, Stentoftenstenen, Gammalstorps socken, Listers härad.
- DR 358†, Gummarpstenen, Gammalstorps socken, Listers härad, försvunnen.
- DR 359, Istabystenen, Mjällby socken, Listers härad.
- DR 360, Björketorpsstenen, Listerby socken, Medelstads härad.
- DR 361, Halahultstenen, Åryds socken, Bräkne härad.
- DR 363, Sturköstenen, Sturkö socken, Östra härad.
- DR 364, Lösenstenen 1, Lösens socken, Östra härad.
- DR 365, Lösenstenen 2, Lösens socken, Östra härad.
- DR 366, Lösenstenen 3, Lösens socken, Östra härad.
- DR IK184, f.d. DR BR75, Tjurkö brakreat, Augerums socken, Östra härad, nu i SHM.